# Every Saturday Night
Pour plus de détails, voir Fiche technique et Distribution.
Every Saturday Night (littéralement, Chaque samedi soir) est un film américain réalisé par James Tinling, sorti en 1936.

## Synopsis
Des enfants qui ignorent l'identité de leur père, se consolent avec leur mère à travers une série d'épisodes familiaux (...)

## Fiche technique
- Titre : Every Saturday Night
- Réalisation : James Tinling
- Scénario : Edward Eliscu (en) et Katharine Kavanaugh (en)
- Photographie : Joseph H. August
- Montage : Fred Allen
- Musique : Samuel Kaylin (en)
- Costumes : William Lambert
- Producteur : Max Golden (en)
- Société de production : Twentieth Century Fox
- Société de distribution : Twentieth Century Fox
- Pays d'origine :  États-Unis
- Langue : Anglais américain
- Format : Noir et blanc — 35 mm — 1,37:1 — Son : Mono (Western Electric Noiseless Recording)
- Genre : Comédie
- Durée : 58 minutes
- Date de sortie : 
  - États-Unis : 13 mars 1936

## Distribution
- June Lang : Bonnie Evers
- Thomas Beck : Clark Newall
- Jed Prouty : M. Evers
- Spring Byington : Mme Evers
- Florence Roberts : Granny Evers
- Kenneth Howell (en) : Jack Evers
- George Ernest (en) : Roger Evers
- June Carlson (en) : Lucy Evers
- Paul Stanton : M. Mewell
- Billy Mahan (en) : Bobby Evers
- Kay Hughes : Patty Newall
- Phyllis Fraser (en) : Millicent
- Fred Wallace : Jed
- Oscar Apfel : M. Dayton